# Российский фонд технологического развития
Российский фонд технологического развития (ФГАУ «РФТР») — институт развития Российской Федерации, существовавший более 20 лет и осуществлявший финансовую поддержку научно-технических проектов и экспериментальных разработок, предоставляя целевое заёмное финансирование. Целью создания Фонда было содействие реализации государственной политики в сфере научной, научно-технической и инновационной деятельности. Для этого Фонд оказывал российским организациям финансовую и консультационную поддержку в реализации научно-технических проектов и экспериментальных разработок, в том числе в рамках международного научно-технического сотрудничества.
В 2014 году Фонд был передан из ведения Министерства образования и науки РФ в ведение Министерства промышленности и торговли РФ, а затем в марте 2015 года переименован в Фонд развития промышленности. После реорганизации предыдущие программы Российского фонда технологического развития закрыты и разработаны новые программы для развития российской промышленности.

## Руководство

### Директор
С 2011 по январь 2015 года Фонд возглавлял Михаил Рогачев.
С января по апрель 2015 года - Евгений Торкановский.
В апреле 2015 года  Фонд возглавил Алексей Комиссаров.
С июля 2017 года по настоящее время Фонд возглавляет Роман Петруца.

### Наблюдательный совет РФТР
- Игорь Агамирзян — генеральный директор ОАО «Российская венчурная компания», кандидат физико-математических наук
- Сергей Алдошин — вице-президент и академик Российской академии наук
- Михаил Копейкин — заместитель председателя Госкорпорации Внешэкономбанк, доктор экономических наук
- Валентин Пармон — директор Института катализа им. Г. К. Борескова Сибирского отделения РАН, академик Российской академии наук
- Александр Повалко — Председатель совета; заместитель Министра образования и науки Российской Федерации
- Сергей Поляков — генеральный директор Фонда содействия развитию малых форм предприятий в научно-технической сфере, доктор экономических наук
- Алексей Пономарёв — вице-президент по государственным программам и кооперации с промышленностью Сколковского института науки и технологий»
- Михаил Попов — заместитель директора — главный учёный секретарь Национального исследовательского центра «Курчатовский институт»
- Олег Фомичёв — статс-секретарь, заместитель Министра экономического развития Российской Федерации

### Научно-технический совет РФТР
- Инна Белоусова — начальник отдела «Нанофотоника» Института лазерной физики ФГУП НПК «Государственный оптический институт им. С. И. Вавилова»
- Людмила Гуляева — руководитель лаборатории молекулярных механизмов канцерогенеза Института молекулярной биологии и биофизики Отделения медицинских наук РАН
- Игорь Коробко — заведующий лабораторией молекулярной онкогенетики Института биологии гена РАН
- Андрей Мак — начальник научного отделения Института лазерной физики ФГУП НПК «Государственный Оптический Институт им С. И. Вавилова»
- Владимир Мордкович — заведующий отделом новых химических технологий и наноматериалов ФГБНУ ТИСНУМ
- Семён Мушер — управляющий директор ФГАУ «РФТР»
- Вячеслав Першуков — заместитель генерального директора — директор Блока по управлению инновациями Госкорпорации «Росатом»
- Левон Пиотровский — ведущий научный сотрудник отдела нейрофармакологии Института экспериментальной медицины Северо-западного отделения РАМН
- Михаил Рычёв — заместитель директора Национального исследовательского центра «Курчатовский институт»
- Денис Тихомиров — директор Сертификационного центра «ВНИИГАЗ-Сертификат»
- Галина Цирлина — ведущий научный сотрудник химического факультета Московского государственного университета

## История
РФТР был учрежден в соответствии с постановлением Правительства РСФСР от 24 декабря 1991 г. № 60 приказом Министерства науки, высшей школы и технической политики Российской Федерации от 26 февраля 1992 г. № 212 в качестве внебюджетного фонда.
20 декабря 1995 года для организационного обеспечения деятельности Российского фонда технологического развития Приказом № 142 Министерства науки и технической политики Российской Федерации было создано государственное учреждение «Центр технологического развития».
Приказом Минпромнауки России № 101 от 21 ноября 2000 года государственное учреждение «Центр технологического развития» было переименовано в государственное учреждение «Российский фонд технологического развития», а приказом № 198 от 18 августа 2003 г. в федеральное государственное учреждение «Российский фонд технологического развития».
Распоряжением Правительства Российской Федерации от 13 апреля 2010 года № 544-р путём изменения типа существующего федерального государственного учреждения «Российский фонд технологического развития» создано федеральное государственное автономное учреждение «Российский фонд технологического развития» (далее Фонд).

### Фонд развития промышленности
23 мая 2014 года в рамках Петербургского международного экономического форума Президент РФ Владимир Путин заявил о том что "будет разработан целый пакет мер по поддержке отечественных предприятий, способных производить такую конкурентную продукцию, в том числе, будет создан специальный фонд развития отечественной промышленности".
Фонд развития промышленности был создан в соответствии с Распоряжением Председателя Правительства РФ Дмитрия Медведева от 28 августа 2014 года на базе Российского фонда технологического развития, который одновременно с этим был передан из ведения Министерства образования и науки РФ в ведение Министерства промышленности и торговли РФ. Основная задача реорганизованного Фонда - предоставление займов предприятиям на льготных условиях (в рамках предбанковского финансирования) в целях импортозамещения и перехода на наилучшие доступные технологии.

## Деятельность
Фонд координировал реализацию особо важных и интеграционных проектов с участием среднего и крупного частного бизнеса, профессиональных групп разработчиков и малых инновационных предприятий в рамках Технологических платформ. В рамках своей деятельности Фонд организовывал научно-техническую, юридическую и финансово-экономическую экспертизу научно-технических проектов и экспериментальных разработок и финансировал перспективные НИОКР, предоставляя займы.
Благодаря многолетнему опыту финансирования научно-технических проектов на общую сумму около 6,8 млрд рублей при сотрудничестве с более чем 600 организациями Фонд располагает уникальной базой данных об инновационных российских разработках и разработчиках, их уровне технического оснащения, научно-технических и управленческих компетенциях, кредитоспособности.
Российский фонд технологического развития предоставлял льготное возвратное финансирование со сроком до 60 месяцев. Отбор проектов осуществлялся по результатам конкурса. Фонд не требовал дополнительного обеспечения, но при условии, что сумма займа не превышает размер чистых активов компании-заявителя. При этом хозяйственные общества были обязаны предоставить Фонду возможность контроля за целевым использованием предоставленных средств.
Фонд совмещал предоставление финансовой поддержки инновационной деятельности предприятий с оказанием консультационных услуг по всему спектру вопросов управления инновациями и развития компании.
Кроме того, Фонд вёл активный отбор проектов, выстраивая системное взаимодействие с Технологическими платформами. С марта 2013 года по решению Минэкономразвития и Минобрнауки России Фонд выступал в качестве организации, обеспечивающей сопровождение деятельности Российских технологических платформ.

### Результаты работы
Поддержка РФТР способствовала развитию таких высокотехнологичных компаний, как:
- НПО «Унихимтек» (композитные материалы),
- НТ-МДТ (производство туннельных микроскопов),
- НТЦ «Модуль» (создание нейрочипов),
- ЗАО «Светлана-Оптоэлектроника» (светодиодная техника и приборы),
- ЗАО «Лазекс» (навигационное оборудование) и других.